# 宏济堂制药
山东宏济堂制药集团股份有限公司，总部位于山东省济南市的一家医药企业，主营业务涵盖传统中药、原料药及健康产品的研发、生产与销售等，历史可以追溯到1907年成立的宏济堂药店。

## 历史
1960年3月，公私合营宏济堂药厂、永昌制药厂、艮一堂制药厂、济南阿胶厂等30多家药厂合并为“济南公私合营宏济制药厂”，厂址在济南市估衣市街36号。同年，济南阿胶厂从东流水街搬迁至天桥区黄台板桥路24号。1964年，济南公私合营宏济制药厂隶属于济南市第一商业局。同年5月，经山东省人民委员会批准为省属企业。1965年1月，宏济制药厂的大输液和西药片剂业务移交山东新华制药厂济南分厂。1966年3月，宏济制药厂的胎盘球蛋白等业务移交济南市妇幼保健院。1966年9月，宏济堂制药厂改名为济南人民制药厂，原“螭虎灵芝乐字”商标改为“鲁字”商标。1966年10月，济南人民制药厂址迁至济南市黑虎泉西路89号。1968年，济南人民制药厂按照山东省药材公司通知，将部分阿胶生产任务移交东阿县药材公司。1976年8月，济南人民制药厂成立黄台中药加工厂。1980年4月，改名为山东济南中药厂，仍为省属企业，由山东省药材公司代管。1984年，山东济南中药厂成为山东省医药总公司直属厂。1994年11月，山东济南中药厂从黑虎泉西路迁至黄台板桥路24号。1999年3月，山东济南中药厂改制为济南神方中药有限责任公司，成为一家国有控股公司。1999年7月，再度更名为济南宏济堂制药有限责任公司。2015年8月，更名为山东宏济堂制药集团股份有限公司，于2012年2月20日申请注册“宏济堂”商标，该商标的核定使用服务项目包括医疗诊所服务、医院等。2022年，宏济堂阿胶入围首批“好品山东”。